# Antotinha
Antotinha – wieś w Gwinei Bissau, w regionie Cacheu.